# بحر سكوتيا
بحر سكوشيا، (بالإنجليزية: Scotia Sea)‏، هو مسطح مائي يقع بين الأرجنتين والقارة القطبية الجنوبية في النصف الجنوبي للكرة الأرضية. تبلغ مساحته 900,000 كلم2 تقريباً ومتوسط عمقه من 3000 إلى 4000 متر ويصل أقصى عمق إلى فيه 7900 متر.

## الموقع والوصف
عادةً ما يكون بحر سكوتيا عاصفًا وباردًا، ويمثل البحر المساحة الواقعة بين أرض النار، وجورجيا الجنوبية، وجزر ساندويتش الجنوبية، وجزر أوركني الجنوبية، وشبه جزيرة أنتاركاتيكا ويحده من الغرب ممر دريك. وتتربع تلك المجموعة من الجزر على قمة سلاسل سكوتيا الجبلية، والتي تُطَوِّق بحر سكوتيا من الشمال، والشرق، والجنوب. يغطي بحر سكوتيا مساحةً تبلغ حوالي 900,000 كم مربع. كما يقع ما يقرب من نصف مساحة البحر فوق المنحدر القاري.
تتصف الجزر بكونها جزرًا صخرية ومغطاة جزئيًا بالجليد والثلج على مدار السنة.

## معلومات تاريخية
سُمي البحر عام 1932 تقريبًا باسم سكوتيا، وهي السفينة الاستطلاعية التي استخدمتها البعثة الوطنية الأسكتلندية بالقطب الجنوبي (1902-1904)، تحت قيادة ويليام سبيرز بروس.
قام السير إرنست شاكلتون وخمسة آخرون بالعبور الأكثر شهرةً لذلك البحر قارس البرودة، عام 1916، وذلك باستخدام زورق النجاة المهيأ جيمس كايرد حيث غادروا جزيرة الفيل، ووصلوا إلى جورجيا الجنوبية، بعد مرور أسبوعين.
وفي الأرجنتين، يعتبر بحر سكوتيا جزءًا من بحر الأرجنتين (بالإسبانية Mar Argentino)، كما تقع في تلك المنطقة العديد من الأراضي التي تطالب بها الأرجنتين مثل جورجيا الجنوبية وجزر فوكلاند.
وفي العشرين من أغسطس عام 2006، وقع زلزال بقوة 7.00 ريختر في الساعة الواحدة: والدقيقة الحادية والأربعين صباحًا بالتوقيت المحلي (0341 بتوقيت غرينيتش). وقد وقع الزلزال تحديدًا في 61.011 درجة جنوبًا، 34.375 درجة غربًا على عمق 10 كـم (6.2 ميل) كما حدده معرف هوية الحدث التابع «للماسح الجيولوجي الأمريكي]]».

## الحياة النباتية والحياة الحيوانية
وبالرغم من الظروف القاسية لتلك الجزر فإنها تدعم الغطاء النباتي لتندرا غابات بحر سكوتيا،وتم وصفها بـالمنطقة الإيكولوجية والتي تضم جورجيا الجنوبية، وجزر ساندويتش الجنوبية البركانية، وأوركني الجنوبية الواقعة في بحر سكوتيا، بالإضافة إلى جزر شتلاند الجنوبية النائية بالقرب من شبه جزيرة أنتاركاتيكا، والبركان الصغير المعزول المعروف باسم جزيرة بوفيه. وتقع كل هذه الجزر في البحار الباردة أسفل التقارب القطبي الجنوبي. تدعم هذه المناطق غطاء التندرا النباتي الذي يتكون من الحزازيات، والأشنيات، والطحالب، بينما تتغذى الطيور البحرية، والبطاريق، والفقمات (عجل البحر) في المياه المحيطة.
تضم الطيور البحرية أربع فصائل من طائر القطرس الكبير هي : القطرس أسود الحاجبين (قطرس أسود الجبين)، والقطرس رمادي الرأس (قطرس رأس رمادي)، والقطرس ذا الوشاح المضيء (قطرس ذو ظهر مضيء)، والقطرس المتجول (قطرس جوال). ولا يوجد سوى خمسة أنواع من الطيور الباقية في تلك الجزر، وتتضمن فصليتين متوطنتين ألا وهما: سلالة البط أصفر المنقار ذو الريشة الطويلة(بلبول ذو المنقار الأصفر) وبلبول جورجيا الجنوبية (جشنة جورجيا الجنوبية).
وتشمل فصائل البطريق الموجودة هنا أعدادًا كبيرةً من البطاريق الملوك في جورجيا الجنوبية على وجه الخصوص، بالإضافة إلى البطريق شريطي الذقن، وبطريق المكرونة، وبطريق جينتو، وبطريق آديلي، والبطريق نطاط الصخور.
وتتضمن الفقمات سلالة الفقمة الأنتاركاتيكية ذات الفراء، والفقمة ذات الفراء، بشمال شبه القارة القطبية الجنوبية بكميات كبيرة، بالإضافة إلى الفقمة النمرية، وفقمة ويديل، وفقمة الفيل الجنوبية الضخمة، والفقمة آكلة السرطان.

## التهديدات وعمليات المحافظة
بالرغم من المناخ القاسي للجزر وبالرغم من أنها لم تكن مأهولة أبدًا، إلا أنه يتم استخدامها منذ زمن طويل كقاعدة لصيد الأسماك والفقمات. وتعتبر الحياة البرية على تلك الجزر النائية مهددة بسبب الأنواع الدخيلة، وخاصةً على جورجيا الجنوبية، حيث يتم جلب الحيوانات الكبيرة بما فيها الرنة إلى الجزر. كما لحق النظام البيئي المزيد من الأضرار بسبب الصيد الجائر. كما تتم حماية جورجيا الجنوبية، وجزيرة ساندويتش الجنوبية، وجزيرة بوفيه باعتبارها محميات طبيعية مع جزيرة الطيور، بجورجيا الجنوبية بوصفها موقعا ذا أهمية علمية خاصة. وتعد الفقمات حاليًا محميةً بواسطة اتفاقيات دولية، كما بدأت تجمعات فقمة الفراء في التماثل للشفاء.

## أعراف سكوتيا الجنوبية
أعراف سكوتيا الجنوبية، هي أعراف تحت البحر سميت مع اسم بحر سكوتيا. وتمت الموافقة على الاسم 6/87 (ACUF 225).